# Jellystone!
Jellystone! ist eine amerikanische Zeichentrickserie, die von C. H. Greenblatt produziert und seit 2021 ausgestrahlt wird. Die deutsche Erstausstrahlung erfolgte auf Cartoon Network.

## Handlung
Die Serie basiert auf den Figuren von William Hanna und Joe Barbera. Handlungsort ist das Städtchen Jellystone, das nach dem Yellowstone-Park benannt wurde. Protagonist ist Yogi Bär, der in der Serie eine Klinik betreibt. Dabei wird er unterstützt von seinen Freunden Boo-Boo und Cindy Bär. Huckleberry Hound ist der Bürgermeister, Mister Jinx sein Assistent. 
Im Vergleich zum Original sind aus Gründen der Geschlechterbalance einige männliche Figuren in dieser Produktion weiblich. Ein Beispiel ist die Tochter Augie von Doggie Daddy, die ursprünglich ein Sohn gleichen Namens war.

## Hintergrund
Die erste Staffel bestand aus 21 Episoden, wobei die meisten Episoden paarweise zusammengefasst waren, obwohl sie als separate 11-minütige Episoden produziert wurden.
Die zweite Staffel wurde am 17. März 2022 veröffentlicht. Vorab war bereits beschlossen, dass sie um weitere 40 Episoden verlängert werden würde. Ebenso war ein zweiteiliges Special geplant, in dem Cartoon-Network-Charaktere mit dem Titel „Crisis on Infinite Mirths“ auftreten, und das gleichzeitig das Staffelfinale bildet. Die erste Hälfte der dritten Staffel wurde am 22. Februar 2024 auf Max veröffentlicht.

## Synchronisation
Die deutsche Fassung entstand bei der Iyuno-SDI Group Germany GmbH in Berlin nach einem Dialogbuch von Andi Krösing, der auch die Dialogregie führte. Für die Synchronisation der Lieder waren Betty Förster (Texte) und Rafael Albert (Regie) verantwortlich.
| Rolle                | Deutscher Sprecher | Originalsprecher |
| -------------------- | ------------------ | ---------------- |
| Huckleberry Hound    | Hans Bayer         | Jim Conroy       |
| Yogi Bär             | Christoph Drobig   | Jeff Bergman     |
| Boo-Boo Bär          | Rafael Albert      | C. H. Greenblatt |
| Cindy Bär            | Magdalena Höfner   | Grace Helbig     |
| Jinx                 | Lucas Wecker       | Jeff Bergman     |
| Doggie Daddy         | Bernhard Völger    | C. H. Greenblatt |
| Augie Doggie         | Paulina Bachmann   | Georgie Kidder   |
| Sharky               | Nina Witt          | Niccole Thurman  |
| Snagglepuss          | Andi Krösing       | Dana Snyder      |
| Superkater (Top Cat) | Lucas Wecker       | Thomas Lennon    |
| Wally Gator          | Daniel Johannes    | Jeff Bergman     |

## Kritik
„Die albernen, absurden Handlungsstränge dieser Serie sind recht unterhaltsam und erinnern definitiv an die Samstagmorgen-Cartoons der 80er und 90er Jahre. Erwachsene könnten vom Mangel an positiven Vorbildern in der Show enttäuscht sein. Einerseits spricht wohl vieles dafür, Kinder die einfachen (wenn auch manchmal gewalttätigen) Freuden von Slapstick-Cartoons und Albernheiten um der Albernheit willen genießen zu lassen. Andererseits hat man das Gefühl, dass die Macher der Show hier und da ein paar Leckerbissen hätten hinzufügen können, um der Show Substanz zu verleihen und sie für ihre jungen Zuschauer interessanter zu machen.“